# Productor executiu
El productor executiu és una persona física o jurídica encarregada de la realització tècnica d'una determinada obra artística, principalment musical o audiovisual, que requereix la col·laboració de nombroses persones, com és el cas del cinema o dels videojocs.
Les funcions descrites en aquest article són genèriques i de fet les obligacions d'un productor executiu varien de forma notable entre cultures, països, i, fins i tot dins del mateix país, entre empreses. Bàsicament les seves funcions són:
- Gestió de la contractació de tots els mitjans tècnics i humans necessaris per al desenvolupament de la producció amb les seves conseqüents obligacions laborals, fiscals..
- Obtenció de tota mena de llicències, autoritzacions, permisos.
- Realització de l'obra amb les característiques tècniques acordades. Lliurament en els terminis aprovats. Sol ser present en el rodatge.
- Administració i gestió financera de la producció, comptabilitat...

Productor executiu correspon al terme anglosaxó Line producer (denominació utilitzada sobretot en televisió). Al cinema, no s'ha de confondre'l amb el productor delegat (en anglès executive producer ).
El productor executiu depèn del productor delegat i estableix la relació entre l'estudi i la pel·lícula. Té un paper de gestor, però no assumeix la responsabilitat. (La responsabilitat és naturalment deixada a l'empresari, el productor delegat).
Al videojoc, la seva tasca consisteix a dirigir els diferents productors responsables de l'elaboració d'un videojoc.
Es tracta d'un ofici sorgit quan la creació de les obres ha esdevingut una activitat comercial fins i tot industrial.

## CinemaiTelevisió
- Gestiona l'equip humà. Tots els equips: direcció, il·luminació, etc., estan sota la seva responsabilitat.
- Busca finançament, ja sigui capital privat o institucions públiques (subvencions, etc.)
- Controla el correcte desenvolupament del pla de treball/rodatge establert, decidint com han d'afrontar-se els diferents imprevistos a què s'hagi de fer front (mal temps que impedeix rodar/gravar, equip defectuós que retarda la producció), etc. Sent el que reorganitza el pla de treball, o bé dona el seu vistiplau a les propostes que se li facin.
- Desglossa les necessitats pressupostàries, tenint potestat per desviar finançament d'una partida a una altra.

### Televisió
- Proposa idees per crear noves fórmules o programes en l'àrea de programació a què pertanyen (les televisions solen dividir el personal per gèneres, per exemple, informatius, concursos, etc.).
- Coordina amb els programadors la ubicació a la graella dels programes que estan al seu càrrec.
- Gestiona la publicitat, patrocini i altres aspectes publicitaris (marques que encara que no s'esmentin quedaran visibles, etc.) que hi haurà en el seu programa amb les firmes comercials. També estarà en contacte amb el departament de publicitat de la cadena, per tenir ben present les campanyes que s'inclouen en els seus programes. És a dir, a més d'incloure la publicitat contractada pel departament de publicitat, pot negociar directament amb una firma comercial per un spot que sigui específic per al seu programa.

## Propietat Intel·lectual
Als Estats Units, la pràctica del mercat és que el productor d'una obra audiovisual ostenti tots els drets de propietat intel·lectual sobre aquesta, fins i tot erigint-se com a autor a través d'una relació denominada "word for hire".
A Espanya, d'acord amb la legislació actual (2005), el productor executiu no té drets d'autor, encara que pot tenir drets de propietat intel·lectual sobre els enregistraments realitzats, depenent en tot cas dels pactes a què hagi arribat amb altres partícips de l'obra.